# Arthur Atta
Arthur Atta (nacido el 14 de enero de 2003) es un futbolista profesional francés que juega como centrocampista defensivo en el Udinese Calcio .

## Carrera competitiva
Atta es el producto de la academia juvenil AS Saint Jacques, Rennes y Metz . En su juventud, jugó como portero, extremo y delantero, antes de pasar a la posición de mediocampista defensivo . Fue transferido al equipo de reserva de Metz en 2021. Comenzó su carrera futbolística profesional en Metz en un empate 0-0 contra Niort en la Ligue 2 el 26 de diciembre de 2022. Después del partido, fue votado como el mejor jugador del partido. El 25 de enero de 2023 firmó su primer contrato profesional con el Metz hasta 2026.

## Privacidad
Nacido en Francia, Atta es originario de Benín .